# Georg von der Marwitz
Johannes Georg von der Marwitz (Słupsk, 7 de julho de 1856 – Unichowo, 27 de outubro de 1929) foi um general de cavalaria prussiano, que comandou vários exércitos alemães durante a Primeira Guerra Mundial.